# Soul Train Music Awards
Die Soul Train Music Awards sind eine seit 1987 jährlich veranstaltete Preisverleihung, die in den USA landesweit im Fernsehen und Radio übertragen wird. Die Preise werden speziell für afroamerikanische Musik und Entertainment vergeben. Produziert wird die Verleihung von den früheren Produzenten des Soul Train, einer ehemaligen Fernsehsendung für afroamerikanische Musik, die von 1971 bis 2009 ebenfalls landesweit ausgestrahlt wurde, um Don Cornelius.
Die Jury besteht aus Musikjournalisten und anderen verwandten Berufen sowie Künstlern, die selbst schon den Award bekamen. Moderiert wird die Show von wechselnden Moderatoren, wie zum Beispiel Luther Vandross, Patti LaBelle, Will Smith, Vanessa Williams, and Gladys Knight.
Beyoncé hält den Rekord für die meisten Soul Train Awards. Sie liegt vor Janet Jackson, ihrem Bruder Michael Jackson und Whitney Houston.
Wegen des Streiks der Autoren in Hollywood wurde die Verleihung 2008 abgesagt. Die Verleihung am 29. November 2009 wurde von Taraji P. Henson und Terrence Howard moderiert und parallel auf zwei Fernsehsendern übertragen.
Namensgeber des Awards ist die 45–48 Minuten dauernde TV-Serie des US-amerikanischen Fernsehens mit hauptsächlich afroamerikanischer Musik unter dem Titel Soul Train, die erstmals am 2. Oktober 1971 einmal wöchentlich ausgestrahlt und am 18. Dezember 2009 eingestellt wurde.

## Kategorien
Der Award wird in verschiedenen Kategorien verliehen, die einem zeitlichen Wandel unterliegen. Einige der Kategorien sind:
- Best R&B/Soul Single (männlich und weiblich)
- Best R&B/Soul Single, Group, Band or Duo
- Best R&B/Soul Song of the Year
- Best R&B/Soul Album of the Year
- Best R&B/Soul Album (männlich und weiblich)
- Best R&B/Soul Album, Group Band or Duo
- The Coca-Cola Classic Award for Best R&B/Soul or Rap New Artist
- The Michael Jackson Award for Best R&B/Soul or Rap Music Video
- The Sprite Award for Best R&B/Soul or Rap Dance Cut
- Best Gospel Album
- Best Gospel Album - Solo
- Best Gospel Album - Group or Band
- Best Jazz Album - Solo
- Best Jazz Album - Group, Band or Duo
- Best Jazz Album
- Best Rap - Single
- Best Rap Album
- Quincy Jones Award for Career Achievement
- Sammy Davis Jr. Award for Entertainer of the Year
- Stevie Wonder Award for Outstanding Achievements in Song Writing